# Kidron

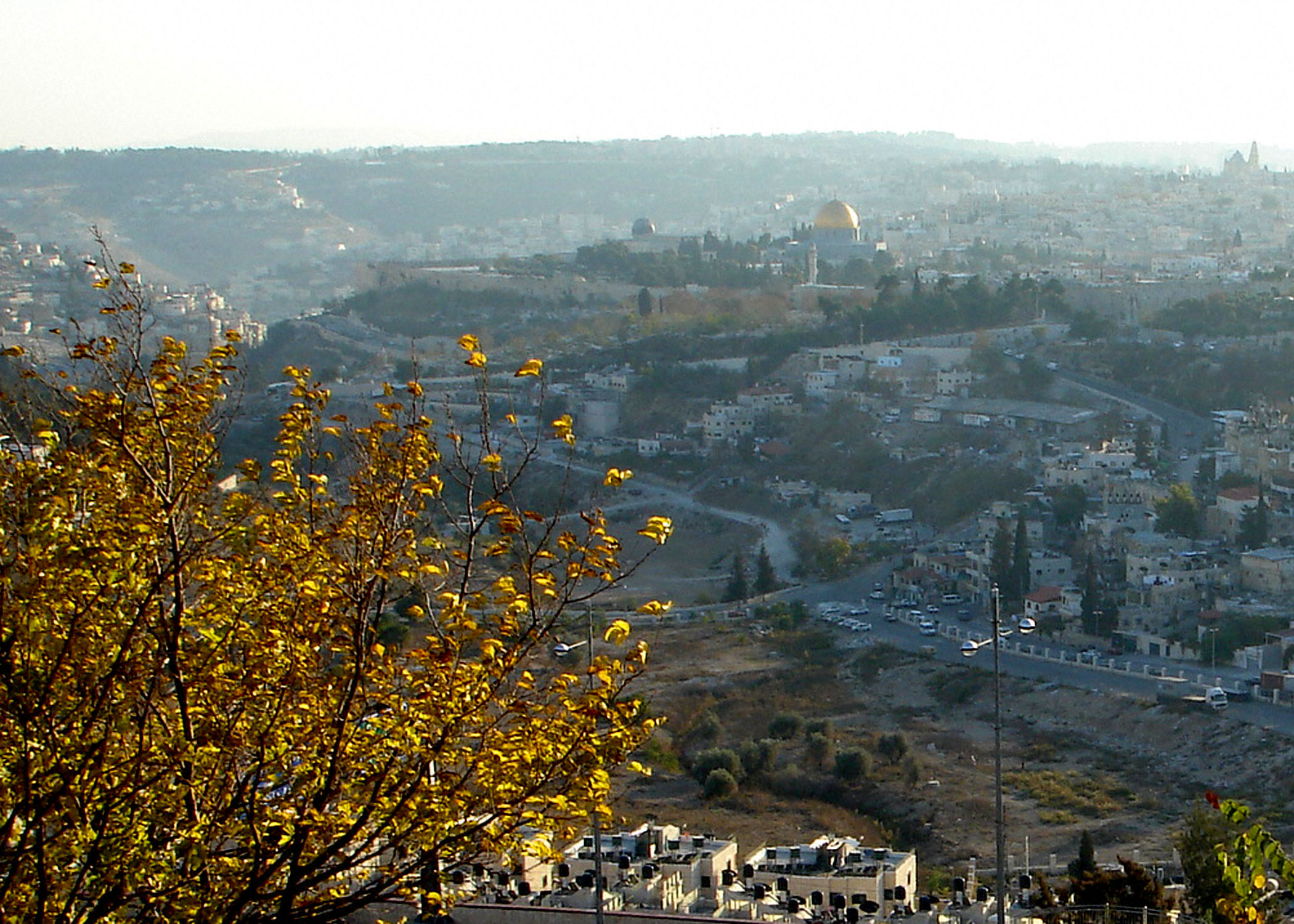
Jerusalems gamla stad från Kidrondalen.

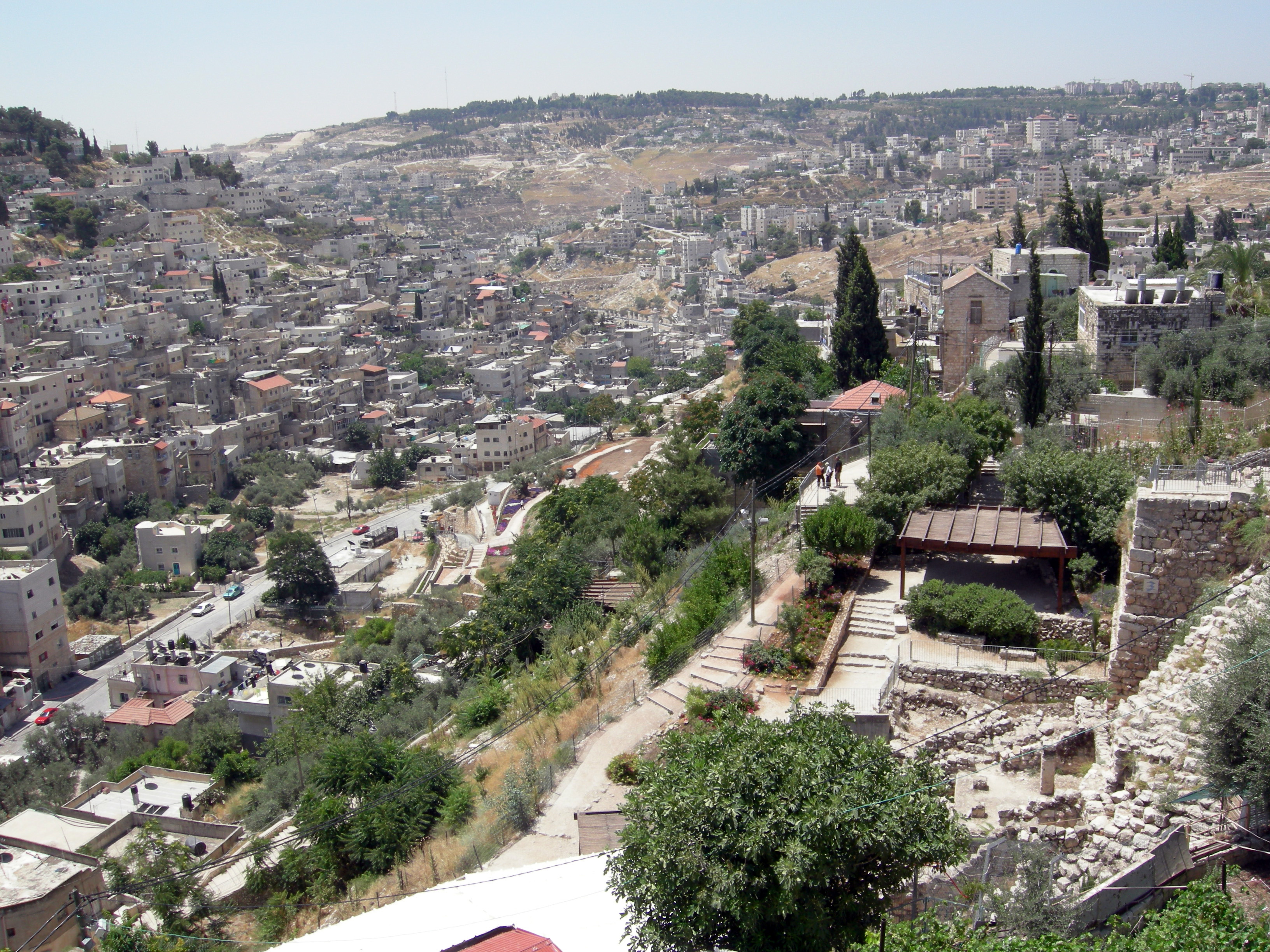
Kidrondalen sedd från Jerusalems gamla stad.

Kidron eller Kidrondalen är en dal belägen mellan Jerusalem och Olivberget, öster om staden, som ansluter sig till den från stadens västra och södra sidor gående Hinnoms dal. 
Kidron var enligt senare judiska källor avstjälpningsplats för orenlighet från templet i Jerusalem och dit leddes genom en särskild ledning offerdjursblodet. Kidron har inte ens under vinterregnet ett sammanhängande vattenflöde. 